# Gare de Tegara
La gare de Tegara (手柄駅, Tegara-eki) est une gare ferroviaire localisée dans la ville d'Himeji, dans la préfecture de Hyōgo au Japon. La gare est exploitée par la compagnie Sanyo Electric Railway, sur la ligne principale Sanyo Electric Railway. Le numéro de la gare est SY 42.

## Situation ferroviaire
Établie à 10 mètres d'altitude, la gare de Tegara est située au point kilométrique (PK) 53.3 de la ligne principale Sanyo Electric Railway.

## Histoire
C'est le 19 août 1923 que la gare est inaugurée. Elle se trouvait en ce temps-là, à 400m plus au nord de la gare actuelle. En 1945, la gare est mise à l’arrêt, plus aucun train ne s’arrête. En 1958, une nouvelle gare de Tegara est construite qui est la gare toujours utilisée.
En 2013, la fréquentation journalière de la gare était de 837 personnes.
| 2010 | 2011 | 2012 | 2013 |
| 808  | 819  | 796  | 837  |

## Service des voyageurs

### Accueil
La gare est une halte sans service et sans personnel.

### Desserte
La gare de Tegara est une gare disposant de deux quais et de deux voies.
| N° de voie         | Ligne | Direction      |
| ------------------ | ----- | -------------- |
| Côté bâtiment gare | Sanyō | Akashi - Osaka |
| Côté opposé        | Sanyō | Himeji         |

Installations et desserte
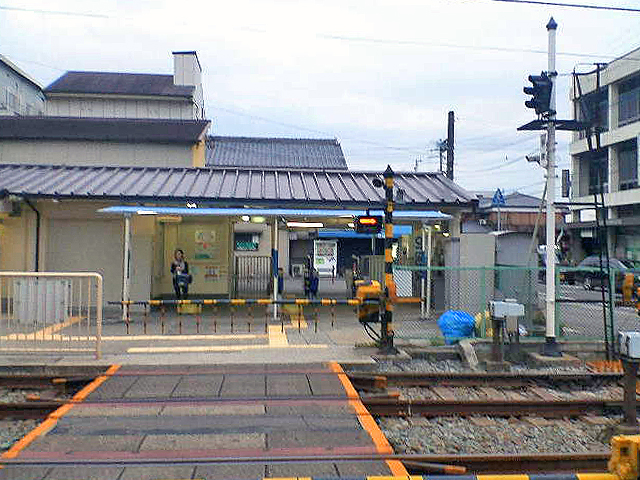
Passage à niveau pour accéder au quai opposé du bâtiment de la gare.
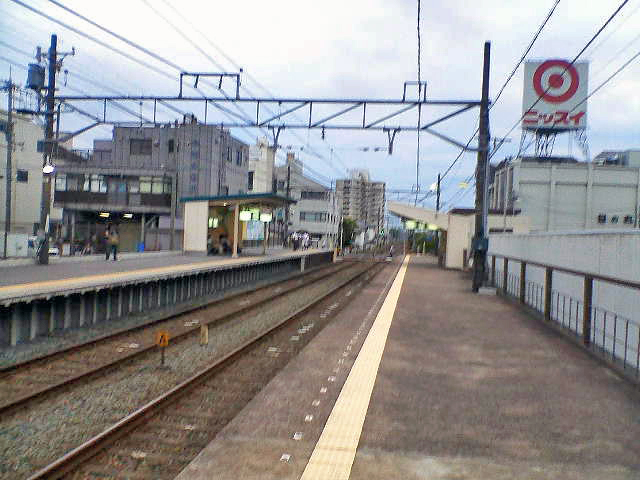
Voies et quais.
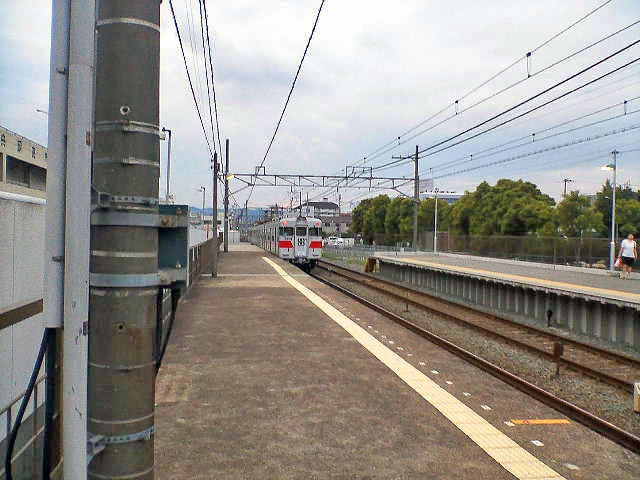
Voies et quais.
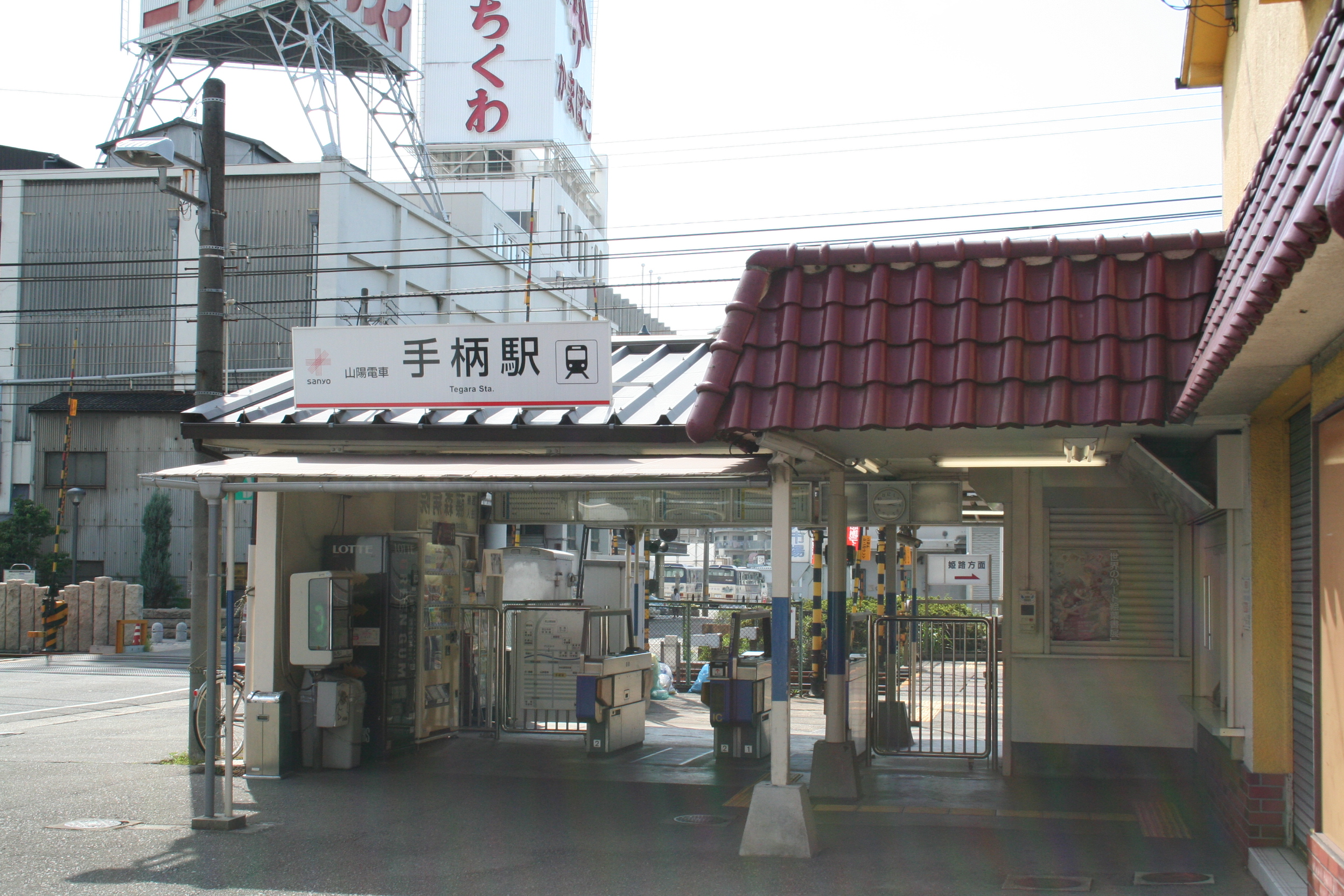
Entrée de la gare

### Site d’intérêt
- Le parc central de Tegarayama
- Le stade de baseball d'Himeji
- Le stade d'athlétisme d'Himeji
- Le budokan municipale
- Le jardin botanique municipal Tegarayama
- Le centre culturel d'Himeji
- Le parc d'attractions d'Himeji Tegarayama
- La bibliothèque municipale